# José Narosky
José Narosky (Darregueira, Provincia de Buenos Aires, 20 de abril de 1930) es un escribano y escritor argentino, principalmente de aforismos.

## Vida personal
Hijo de inmigrantes judíos, su padre lituano y su madre ucraniana, Narosky nació en 1930 en Darregueira, localidad del sudoeste de la provincia de Buenos Aires. Tiene tres hermanos: Adelino (escritor y humorista), Tito (estudioso de las aves) y Lila.
Su interés comenzó en la niñez, ya que su padre fumaba unos cigarrillos que traían vales con aforismos escritos, que el pequeño Narosky coleccionaba.
Durante mucho tiempo se dedicó a la escribanía, teniendo su oficina en Lanús. Vive en Adrogué junto a su mujer, Beatriz. Tiene tres hijos.

## Carrera
Narosky trabajó como periodista para el diario "El mundo". Paralelamente a eso recopilaba aforismos de diversos autores (Nietzsche, o del Eclesiastés, entre otros). Participó en los programas de televisión "Nuestros valores" y "Sobremesa con Crespi" (con el seudónimo de Hugo Nardi) y un micro llamado "Si todos los hombres...", como su primer libro. En radio hizo el programa "Pinceladas humanas" (Radio Splendid) y el radioteatro "La Piel de Buenos Aires" (con en seudónimo de Hugo Nardi) junto a Irma Roy.
En 1975 editó su primer libro, en la Editorial Marymar, que agotó su primera tirada en pocos meses.
En el año 2013 escribió el prólogo del libro El Evangelio del Yoga del escritor Carlos Novas.

## Libros publicados
- 1975 "Si todos los hombres" (En 2007 ya llevaba 32 ediciones, con más de 670.000 ejemplares vendidos).
- 1977 "Si todos los tiempos..."
- 1979 "Si todos los sueños..."
- 1988 "Brisas".
- 1992 "Ecos"
- 1992 "Silencios"
- 1993 "Sendas"
- 1996 "Si la mujer..."
- 1998 "Si el amor..."
- 2001 "Luces"
- 2003 "Sembremos...".
- 2006 "Aforismos, libro de oro".

## Premios y distinciones
- Premio José Hernández de Literatura Argentina, por el libro "Si todos los hombres...".
- Faja de Honor de la Sociedad Argentina de Escritores (SADE), por el libro "Si todos los hombres...".
- Distinción de la Legislatura de la Ciudad de Buenos Aires por su obra.
- Premio a la labor literaria que otorga la Legislatura de la provincia de Buenos Aires.
- Distinción de la municipalidad de La Plata, por su valiosa contribución a la cultura.